# Carosello napoletano
Carosello napoletano è un film musicale del 1954 diretto da Ettore Giannini. Nel cast figurano molti attori celebri, tra i quali Sophia Loren e Paolo Stoppa.
Si tratta dell'adattamento cinematografico dell'opera teatrale Carosello napoletano, che fu presentata per la prima volta a Firenze il 14 aprile 1950 al Teatro della Pergola, successivamente al Teatro Quirino di Roma, e portata anche all'estero con notevole successo. Nel film alcune canzoni furono affidate alla voce di Carlo Tagliabue e Beniamino Gigli, mentre molte altre furono interpretate da Giacomo Rondinella, che fu tra gli attori.
Al tempo vinse il Prix International al Festival di Cannes 1954, ed è stato poi selezionato tra i 100 film italiani da salvare.
Una versione restaurata del film è stata presentata al Festival di Cannes 1992: il progetto di restauro è stato diretto da Emanuele Valerio Marino, già direttore dell'archivio cinematografico degli Studi di Cinecittà.

## Trama
Salvatore Esposito, un cantastorie vagabondo, se ne va in giro per Napoli con la sua numerosa famiglia tirando un pianino con sé e illustrando immagini in una sorta di rievocazione in chiave musicale della cultura e della storia della città attraverso i secoli:
Iniziando dalla storia di Michelemmà, in cui si rivivono l'incursione e le violenze dei pirati saraceni in un villaggio di pescatori nel 1660;
Le invasioni straniere, da quella francese alla spagnola, dall'inglese alla statunitense;

Pulcinella e Spaccatrippa si sfidano a suon d'insulti

Le cosiddette "99 disgrazie di Pulcinella": il teatro d'arte con la rivalità tra le più famose maschere del nord Italia e quella napoletana, impersonata dal celebre Antonio Petito;
La zuffa tra due ragazze per la contesa di un bel merciaiolo nel rione di Santa Lucia e il contemporaneo inizio del turismo di massa nel 1900 con un benestante svedese che diviene albergatore in città;
Il commercio pubblicitario, nell'atelier fotografico di un apprezzato fotografo, delle cartoline illustrate di Napoli con la diva del momento e al contempo la storia di tre musicisti che si vedono costretti a partire per la Grande Guerra e la grande popolarità dei café chantant;
Il dopoguerra dei guappi, in cui tre signorotti si contendono la stessa donna;
Infine si passa alla sera di Natale del 1945 che si chiude con un'allegra tarantella di piazza.

## Produzione

### Cast artistico
Al film parteciparono numerosi celebri ballerini appartenenti a prestigiose accademie di danza:
Del Grand Ballet du Marquis de Cuevas: Rosella Hightower, George Skibine, Marjorie Tallchief, Serge Golovine, Jacqueline Moreau, Wladimir Skouratoff, Denise Bourgeois, George Zoritch, Jocelyn Vollmar e Olga Adabache.

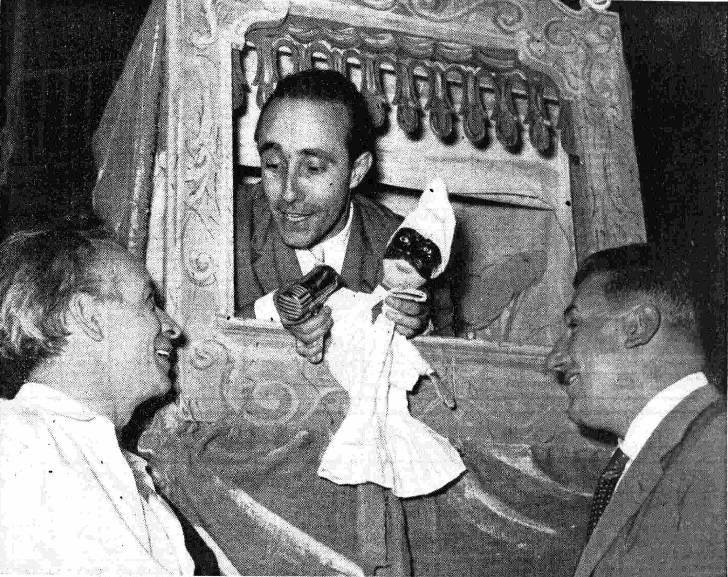
Lello Bersani, Ettore Giannini e Giuseppe Marotta sul set del film

Del Les Ballets Africains di Fodéba Keïta: Rosita Segovia
Hanno cantato: Beniamino Gigli, Carlo Tagliabue, Clelia Matania, Alberto Amato, Marinella Meli, Mario Cioffi, Vera Nandi, Mario Cordova, Giacomo Rondinella, più la partecipazione dell'Orchestra Sinfonica di Roma diretta da Fernando Previtali.

### Riprese
Nonostante l'ambientazione napoletana, il film venne realizzato interamente negli Studi di Cinecittà.

## Promozione
La realizzazione dei manifesti del film per l'Italia fu affidata al pittore cartellonista Carlantonio Longi.

## Distribuzione
Il film venne presentato in aprile al Festival di Cannes 1954, per poi uscire nelle sale cinematografiche italiane il 14 ottobre dello stesso anno.
Il 25 ottobre successivo fu tra i sette film partecipanti al Festival del film italiano al Cinema Tivoli di Londra; alla manifestazione presenziarono la regina Elisabetta, Filippo di Edimburgo e la principessa Margaret; inoltre parteciparono gli attori Sophia Loren (presente nel film), Gina Lollobrigida, Marisa Belli, Gianna Maria Canale, Irene Genna, Lydia Alfonsi, Nadia Gray, Eleonora Rossi Drago, Giulietta Masina e Federico Fellini, Paolo Stoppa, Vittorio De Sica, Giacomo Rondinella ed Ettore Giannini, l'ambasciatore Manlio Brosio, il ministro Giovanni Ponti, Nicola De Pirro e Goffredo Lombardo.

## Accoglienza

### Incassi
Fino al 31 marzo del 1965, il film guadagnò una buona cifra corrispondente a 735.908.518 lire esatte.

### Critica
(Mario Gromo)
(Gianni Rondolino)

## Riconoscimenti
- 1954 - Festival di Cannes
  - Prix International a Ettore Giannini
- 1955 - Nastro d'argento
  - Migliore scenografia a Mario Chiari[10]